# Polygonarea africana
Polygonarea africana är en mångfotingart som beskrevs av Dobroruka 1960. Polygonarea africana ingår i släktet Polygonarea och familjen storjordkrypare. Inga underarter finns listade i Catalogue of Life.